# Міхнінська
Мі́хнінська (рос. Михнинская) — присілок у складі Великоустюзького району Вологодської області, Росія. Входить до складу Трегубовського сільського поселення.

## Населення
Населення — 6 осіб (2010; 8 у 2002).
Національний склад (станом на 2002 рік):
- росіяни — 87 %